# Bernard Monot
Bernard Monot (* 3. Juli 1952 in Nizza) ist ein französischer Politiker des Debout la France. Er war von 2014 bis 2019 Abgeordneter im Europäischen Parlament. Dort war er Mitglied im Ausschuss für Wirtschaft und Währung und in der Delegation für die Beziehungen zu den Ländern Südostasiens und der Vereinigung südostasiatischer Staaten (ASEAN), von 2015 bis 2016 Mitglied im Sonderausschuss zu Steuervorbescheiden und Maßnahmen ähnlicher Art oder mit vergleichbaren Folgen und von 2017 bis 2019 Mitglied im Ausschuss für Wirtschaft und Währung.
Bernard Monot besuchte eine höhere Wirtschaftsschule und erlangte zwischen 1982 und 1988 einen Master-Abschluss in Wirtschaftswissenschaften; Anschließend studierte er von 1998 bis 1999 an der HEC Paris.